# Brussilow-Offensive
1914

Ostpreußische Operation (Stallupönen, Gumbinnen, Tannenberg, Masurische Seen) – Galizien (Kraśnik, Komarów, Gnila Lipa, Lemberg,
Rawa Ruska) – Przemyśl – Weichsel – Krakau – Łódź – Limanowa–Lapanow – Karpaten
1915

Humin – Masuren – Zwinin – Przasnysz – Gorlice-Tarnów – Bug-Offensive – Narew-Offensive – Großer Rückzug – Nowogeorgiewsk – Rowno – Swenziany-Offensive
1916

Naratsch-See – Brussilow-Offensive – Baranowitschi-Offensive
1917

Aa – Kerenski-Offensive (Zborów) – Tarnopol-Offensive – Riga – Unternehmen Albion
1918

Operation Faustschlag – Krim
Die Brussilow-Offensive (russisch Брусиловский прорыв, Brussilow’scher Durchbruch) der russischen Armee an der Ostfront des Ersten Weltkrieges begann am 4. Juni 1916 und endete am 20. September desselben Jahres nach erheblichen russischen Geländegewinnen. Die nach dem verantwortlichen General Alexei Alexejewitsch Brussilow benannte Offensive stellte einen der größten militärischen Erfolge Russlands im Ersten Weltkrieg dar, doch beschleunigten die enorm hohen eigenen Verluste zugleich die Demoralisierung des russischen Heeres. Sie war ein Hauptmotiv für den Kriegseintritt Rumäniens an der Seite der Entente.

## Hintergrund
Nachdem die russische Armee in der Anfangsphase des Krieges zwei Drittel Ostpreußens und fast ganz Galizien besetzt hatte, wurde sie durch mehrere Offensiven der Mittelmächte im Jahre 1915 zurückgedrängt. Galizien und die Bukowina musste sie bereits im Mai 1915 räumen (Schlacht bei Gorlice-Tarnów). Von Anfang Juli bis September 1915 sah sich die zaristische Armee zum „Großen Rückzug“ gezwungen: Vor dem Hintergrund der vorherigen Niederlagen und einer Munitionsversorgungskrise räumten die russischen Armeen nach und nach die zum russischen Gebiet gehörenden Teile von Polen sowie Litauen und Teile des heutigen Belarus.
Im Dezember 1915, nach einem für sie insgesamt ungünstig verlaufenen Kriegsjahr, hatten die Alliierten auf der 2. Chantilly-Konferenz für das Jahr 1916 koordinierte Offensiven an den beiden Hauptfronten im Osten und Westen ins Auge gefasst, sobald die Witterung und der Abschluss der Vorbereitungen dies erlaubte.

### Planungen für 1916
Das deutsche Heer konzentrierte sich zu Beginn des Kriegsjahres 1916 zunächst auf die Westfront, wo am 21. Februar die Schlacht um Verdun begann. Der deutsche Generalstabschef Erich von Falkenhayn wollte Frankreich im Stellungskrieg so viele Verluste zufügen, dass dem Gegner die Weiterführung des Krieges unmöglich gemacht werden würde. Dementgegen setzten die Befehlshaber der deutschen Ostfront Paul von Hindenburg und Erich Ludendorff das Bestreben, zuerst Russland aus dem Krieg zu drängen. Falkenhayn konnte sich durchsetzen. Frankreich geriet durch die Kämpfe vor Verdun in schwere Bedrängnis und drängte seine Verbündeten zu Entlastungsangriffen. Die Alliierten sahen sich infolgedessen auch veranlasst, ihre geplanten Großoffensiven auf den Sommer 1916 zu verschieben. Die britisch-französische Offensive an der Somme begann schließlich rund einen Monat nach der Brussilow-Offensive (1. Juli).

### Die gescheiterte Frühjahrsschlacht
Wie die meisten Generalstäbe in den ersten beiden Kriegsjahren unterschätzte auch die russische Armeeführung massiv die technischen Möglichkeiten der modernen Defensive, die insbesondere durch den flächendeckenden Einsatz von Maschinengewehren die Erfolgsaussichten von Frontalangriffen radikal verringert hatte. Als Reaktion auf das Hilfegesuch der westlichen Verbündeten gingen russische Truppen Mitte März 1916 beiderseits des Naratsch-Sees in Weißrussland zum direkten Angriff auf die deutschen Stellungen über. In der Schlacht am Naratsch-See verlor die russische Armee rund 100.000 Soldaten, ohne dass der Frontverlauf nennenswert verändert wurde.
Die Operation am Naratschsee war trotz einer enormen Überlegenheit an Mensch und Material gescheitert und lähmte jetzt große Teile des Offizierkorps der Zarenarmee, da die Armeeführung die Schuld nicht bei der von ihr angeordneten Taktik, sondern bei den eingesetzten Truppen suchte: Als Gründe gab der Befehlshaber der westlichen Armeegruppe, Alexei Ewert, den Mangel an schwerer Artillerie, vor allem aber die angebliche Feigheit der eigenen Soldaten an. Dazu hatte er versucht, durch ein tagelanges Artilleriefeuer die feindlichen Truppen in einem nur wenige Kilometer breiten Streifen praktisch zu vernichten und dann die Infanterie nachstoßen zu lassen. Er hatte allerdings die Wirkung des Bombardements völlig überschätzt. Die Deutschen verlegten, ähnlich wie wenig später vor der Schlacht an der Somme, ihre Einheiten zeitweise aus der vordersten Feuerlinie zurück und brachten währenddessen Reserven heran. Als die russischen Soldaten dann über das mehr als 1000 Meter breite Niemandsland vorrückten, boten sie ein deckungsloses Ziel gegenüber der intakten deutschen Verteidigung mit ihren Maschinengewehrnestern.
In völliger Verkennung der Lage hatte Ewert immer mehr Soldaten in die vermeintliche Lücke geschickt, was zu den katastrophal hohen Verlusten der Schlacht führte. Die antiquierte Taktik – massierter Angriff auf kleinstem Raum in der Schlacht – wurde von ihren gedanklichen Vätern allerdings nicht in Frage gestellt. Dies betraf, wie gesagt, nicht nur die russische Armee. Der deutsche Oberbefehlshaber Falkenhayn hatte sie mit seiner Strategie, die Franzosen vor Verdun „weißbluten“ zu lassen, ebenso nutzen wollen; und auch das britische Oberkommando glaubte 1916 noch, ein entschlossen geführter Frontalangriff der Infanterie sei die beste Methode, eine Schlacht zu entscheiden.

## Planungen, neue Strategie und Taktik

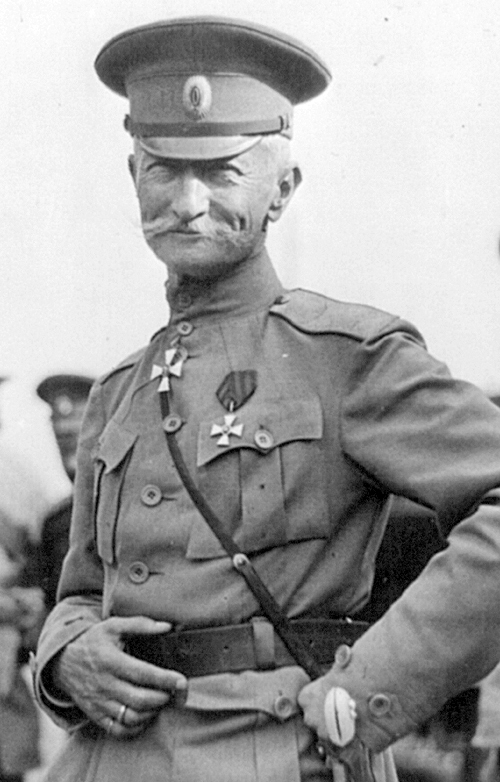
Alexei Brussilow (1917)

Am 14. April 1916 berief der russische Generalstabschef Michail Alexejew seine Frontbefehlshaber in das russische Hauptquartier nach Mogilew. Er plante eine Offensive durch den nordwestlichen und den westlichen Frontabschnitt, um weiteren Hilfsgesuchen der westlichen Verbündeten entgegenzukommen. Die Befehlshaber dieser Frontabschnitte, die Generäle Ewert und Kuropatkin, lehnten dies aber ab. Aus den Lehren der Niederlage vom Naratsch-See schlossen sie, dass sie über zu wenig Reserven und insbesondere über zu wenig schwere Artillerie verfügten. Diesen Ansichten trat jetzt der neu ernannte Oberbefehlshaber der Südwestfront, General Brussilow entgegen. Er behauptete, er könne mit seiner materiell vernachlässigten Front einen erfolgreichen Angriff gegen die Mittelmächte durchführen, ohne weitere Reserven zu benötigen.
Brussilow und sein Stab hatten die letzten Niederlagen der russischen Armee ausführlich studiert. Sie befanden die alte Taktik und Strategie der Zarenarmee für das Hauptproblem. In einem neuen Konzept sollte der Angriff, von möglichst vielen Scheinangriffen an vielen Stellen unterstützt, entlang einer mehrere hundert Kilometer breiten Front gleichzeitig erfolgen. Dadurch sollte dem Feind die Möglichkeit genommen werden, seine Reserven koordiniert einzusetzen. Des Weiteren sollte die Infanterie einen möglichst kurzen Weg zu den feindlichen Stellungen haben. Infolgedessen trieben die Soldaten in Brussilows Frontabschnitt ihre Schützengräben an manchen Stellen sogar bis auf fünfzig Meter an die Gräben ihrer Gegner heran. Um den Schwung des Infanterieangriffs zu erhalten, stellte er seine eigenen Reserven in großen Stellungssystemen direkt an der Front auf, damit sie nicht wie bei seinen Vorgängern erst mühsam und zeitaufwändig heranmarschieren mussten. Auch der Artillerie wies er eine andere Rolle zu. Nicht sie sollte die Truppen der Mittelmächte vernichten, sondern die Überraschung des Infanterieangriffs. Der Infanterieangriff sollte durch Infiltrationen kleinerer Kampfgruppen in die feindlichen Stellungen vor dem eigentlichen Angriff gestärkt werden. Ebenso untertunnelten die russischen Infanteristen an vielen Stellen die vorderste Linie des Gegners. Damit diese Überraschung aber gelingen konnte, musste das Überraschungsmoment gewahrt bleiben. Deshalb sollte das vorbereitende Artilleriefeuer nur kurz sein. Ebenso sollte es sich in enger Zusammenarbeit mit der Infanterie auf Schlüsselziele wie MG-Nester konzentrieren und aus der Luft kartographierte feindliche Geschützstellungen ausschalten, anstatt den aussichtslosen Versuch zu wagen, die gut befestigten Stellungen des Gegners durch tagelanges Bombardement niederzukämpfen.
Ende April erneuerten Frankreich und auch Italien, das sich durch eine erwartete Offensive der k.u.k. Armee bedroht sah, ihre Bitten nach einer russischen Entlastungsoffensive. Daraufhin stimmte Alexejew Brussilows Vorschlag zu und befahl der Südwestfront, zur Offensive überzugehen.

## Beginn der Offensive

### Der russische Durchbruch in Wolhynien

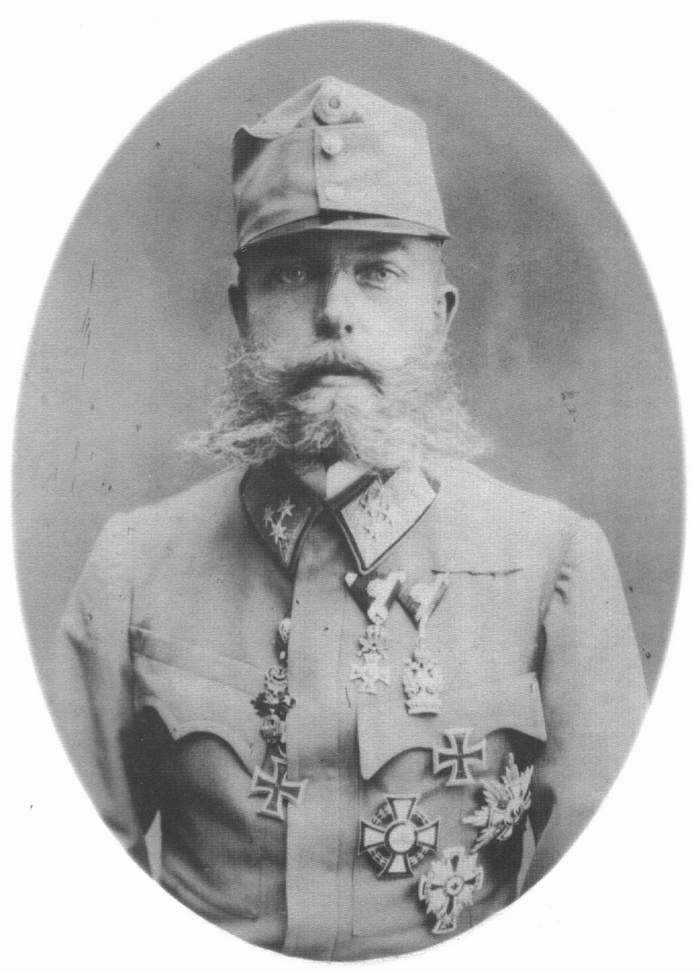
Erzherzog Joseph Ferdinand von Österreich, Befehlshaber der k.u.k. 4. Armee

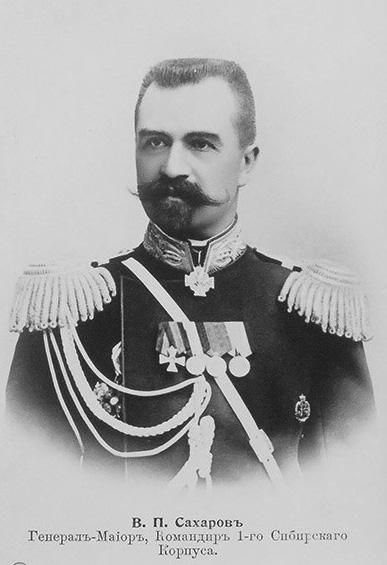
General Wladimir Sacharow

Am 4. Juni 1916 griff am Nordabschnitt der russischen Südwestfront die 8. Armee unter Alexei Kaledin mit fünf Korps (XXX., XXXIX., XXXX., VIII. und XXXII.) zwischen dem Styr-Brückenkopf von Czartorysk bis Sapanow in Richtung auf Kowel und Luzk an. Nach einem eintägigen Artilleriebeschuss auf die österreichischen Stellungen gingen die russischen Infanteristen aus ihren Stellungen zum Angriff über. Kaledins Armee verfügte über 200.000 Soldaten und 704 Geschütze. Er stand der k.u.k. 4. Armee unter Erzherzog Joseph Ferdinand mit 150.000 Soldaten und 600 Geschützen gegenüber. Nach den Begriffen der konservativen russischen Generäle war diese leichte numerische Überlegenheit nicht ausreichend für einen erfolgreichen Angriff.
General Kaledin setzte rund 100 Bataillone mit 320 Geschützen zwischen Dubiszcze und Koryto im Hauptangriffsfeld an. Dem russischen XXXX. Korps (General der Infanterie N. A. Kaschtalinski) lag bei Olyka die k.u.k. 2. Division unter Generalmajor Sellner, südlich folgend dem russischen VIII. Korps (Generalleutnant W. M. Dragomirow) die Gruppe Szurmay mit der 70. Honved-Division unter General Goldbach und die k.u.k. 7. Division bis Mlynow gegenüber. Nördlich des Durchbruchskeiles stand die 37. Honved-Division unter FML Tabajdi der Masse des russischen XXXIX. Korps (General der Infanterie S. F. Stelnitzki) gegenüber. Es gelang Kaledins Kräften am 5. Juni, die österreichische Front bei Olyka vollständig aufzureißen, den Durchbruch auf 75 km Breite und 35 km Tiefe zu erweitern und den Gegner von der Putilowka auf den Styr zurückzudrängen.

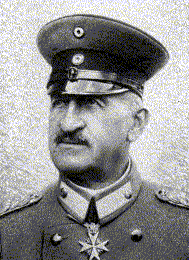
General Alexander von Linsingen

Im Norden bei Rafalowka und am Styr-Brückenkopf bei Kolki konnten die k.u.k. Korpsverbände Fath und Hauer den Angriffen der Gruppe des Generals Sajontschkowski (XXX. Armee- und 5. Kavallerie-Korps) und des XXXXVI. Korps (Generalleutnant N. M. Istomin) standhalten. Als der „Eisernen Division“ (im Verband des XXXX. Korps) des Generals Denikin am 7. Juni schließlich die Rückeroberung der im Vorjahr verlorenen Stadt Luzk (polnisch Łuck) am Styr gelang, war der Durchbruch vollständig erreicht. Teile des russischen XXXII. Korps (Generalleutnant I. I. Fedotow), das südlich von Luzk operierte, nahmen die Stadt Dubno ein. Der Durchbruch der 8. Armee war auf 80 km Breite und 65 km Tiefe erweitert worden, innerhalb dreier Tage wurden im Durchbruchsabschnitt 45.000 Gefangene eingebracht und 66 Kanonen erbeutet. Die k.u.k. 4. Armee verlor auf ihrem Rückzug den Hauptteil ihrer Kräfte und schmolz binnen einer Woche auf 27.000 Soldaten zusammen.
Nach der Intervention des Oberbefehlshabers der Heeresgruppe, Generaloberst von Linsingen wurde am 7. Juni der österreichische Armeeführer Joseph Ferdinand durch General Karl Tersztyánszky ersetzt. Auch der Kommandierende des im Durchbruchsraum geschlagenen k.u.k. X. Korps, General Martiny, wurde von FML Friedrich Csanády abgelöst.
An der Bahnlinie von Rowno nach Kowel entlang rückten die russischen Truppen vor und nahmen am 8. Juni den Styr-Brückenkopf von Roziszcze ein, wo sie von Reserven der Korpsgruppe Fath gestoppt wurden. Zwischen 10. und 12. Juni rangen die restlichen Verbände der k.u.k. 4. Armee um den Erhalt der Styrlinie, der Durchbruchsabschnitt hatte sich auf 85 Kilometer Breite und eine Tiefe von 48 Kilometer ausgebreitet. Die neue Front der Heeresgruppe Linsingen, welche den Abschnitt der geschlagenen k.u.k. 4. Armee übernommen hatte, verlief jetzt von Tarnawka, entlang der Plaszewka und des Styr nordwärts zur Lipa, weiter über Gorochow und Swiniuchy zum Stochod bei Linjewka, von dort weiter nach Sokul, den Styr entlang nach Kolki bis nach Rafalowka.
Um den Erfolg der 8. Armee auszunutzen, ließ Brussilow nun auch die südlicher anschließende 11. Armee unter Wladimir Sacharow angreifen. Seine Truppen standen der k.u.k. 1. Armee und k.u.k. 2. Armee gegenüber, welche beide zusammen aber nur über neun Divisionen verfügten. Die Angriffe bei Mlynow und Sapanow führten bis zum 10. Juni zur Eroberung des Verkehrsknotenpunktes Dubno. Da seine nördliche Flanke durch den Zusammenbruch der 4. Armee extrem gefährdet war, befahl der österreichische General Paul Puhallo den Rückzug von der Ikwa auf die Plaszewka und die untere Lipa, bis zum 15. Juni bezog er eine neue Verteidigungslinie bei Demidowka. Die Stellungen der k.u.k. 2. Armee unter Eduard von Böhm-Ermolli konnten östlich Brody an der oberen Ikwa vorerst gehalten werden. Ende Juni und Anfang Juli musste die k.u.k. 1. Armee unter Puhallo von der Flusslinie Plaszewka—Lipa weiter über die alte Landesgrenze auf Swiniuchy und Gorochow zurückgehen.

### Der Angriff gegen die Südarmee
Neben den erfolgreichen Operationen in Wolhynien schlug der Angriff der russischen Mitte im Raum westlich Tarnopol am 4. Juni vollkommen fehl. Der nördliche Flügel der russischen 7. Armee unter Dmitri Tscherbatschew sollte mit dem XVIII. und XXII. Korps gegen die deutsche „Südarmee“ unter Felix von Bothmer vorgehen. Tscherbatschew gehörte allerdings zur konservativen Schule der russischen Generalität. Er hatte sich als Antwort auf die Niederlagen der Armee französische Taktiken zu eigen gemacht, die nicht Brussilows Ideen entsprachen. So befahl er ein 48 Stunden dauerndes Artilleriebombardement und ließ einen konventionellen Infanterieangriff starten. Er musste die Angriffe bei Trembowla, nördlich Kozlow und Nowo-Alexsiniec, die er selbst nur widerwillig durchgeführt hatte, nach wenigen Tagen und 20.000 Mann Verlusten ohne Erfolg einstellen.
Erfolgreicher verlief Tscherbatschews Angriff mit seinem Zentrum: das russische II., XVI. und XXXIII. Korps (Generalleutnant K. A. Krylow) warfen den Nordflügel der k.u.k. 7. Armee in der Schlacht an der Strypa zurück. Das unterlegene k.u.k. XIII. Korps musste unter schweren Verlusten zurückgehen. Das russische XVI. Korps (General der Infanterie S. S. Sawitsch) griff mit der 41. Division über die Strypa auf Buczacz an, das am 10. Juni von der k.u.k. 36. Division geräumt werden musste. Nach dem Verlust von Buczacz musste die deutsche Südarmee ihre Front nach Süden verlängern und das k.u.k. VI. Korps unter FML Arz von Straußenburg stützen. Am 12. Juni musste der Südflügel Bothmers auf Koropiec und Nazniow zurückgenommen werden. Hier trafen bald deutsche Verstärkungen aus der makedonischen Front ein, welche bis Monatsende in schweren Kämpfen bei Tlumatsch die Linie wieder festigen konnten.

### Kampfraum am Dnjestr

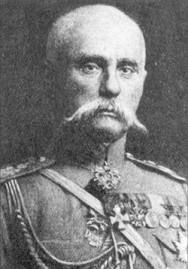
General Platon Letschizki

Gleichzeitig mit der 8. und 11. Armee griff am südlichen Ende der Front am 4. Juni auch die 9. Armee unter Platon Letschizki an. Ebenso wie beim Angriff weiter nördlich, hatten die Russen hier einen leichten zahlenmäßigen Vorteil. Die 9. Armee stellte 150.000 Mann ins Feld. Ihr gegenüber stand die k.u.k. 7. Armee mit insgesamt 107.000 Soldaten. Bezüglich der schweren Artillerie, die als Hauptfaktor im Denken der konservativen Generäle galt, herrschte allerdings eine dramatische Unterlegenheit auf russischer Seite. Die Österreicher stellten den 47 schweren Geschützen der Zarenarmee 150 eigene entgegen. Trotzdem erzielten die Russen auch an diesem Frontabschnitt einen beachtlichen Erfolg. Die Front der k.u.k. 15. Division unter Generalmajor Weiss-Tihany konnte den Druck des russischen II. Korps (General der Infanterie W. J. Pflug) bei Jaslowez nicht lange standhalten. Am 7. Juni musste die k.u.k. 29. Brigade Jaslowez aufgeben, die russische 43. Division brach südlicher bei Dulibty ebenfalls durch. Die k.u.k. 30. Brigade hielt sich vergeblich in der Dnjestr-Schlinge zwischen Nawale und Dolina. Am 9. Juni wurde die Front des k.u.k. XIII. Korps (FML von Rhemen) zwischen Mitnica-Porchowa aufgerissen. Der Anschluss zur Gruppe Hadfy bei Koscielniki am Dnjestr ging verloren. Die k.u.k. 15. Division wurde vollständig geschlagen, von 10.965 Mann Verlust waren über 8000 in russische Gefangenschaft geraten. Auch die Dnjestrlinie der im Zentrum der Armee Pflanzer stehenden Korpsgruppen Hadfy und Benigni wurden schließlich vom russischen XXXIII. und XXXXI. Korps (Generalleutnant L. N. Belkowitsch) überrannt.

### Russischer Einbruch in der Bukowina

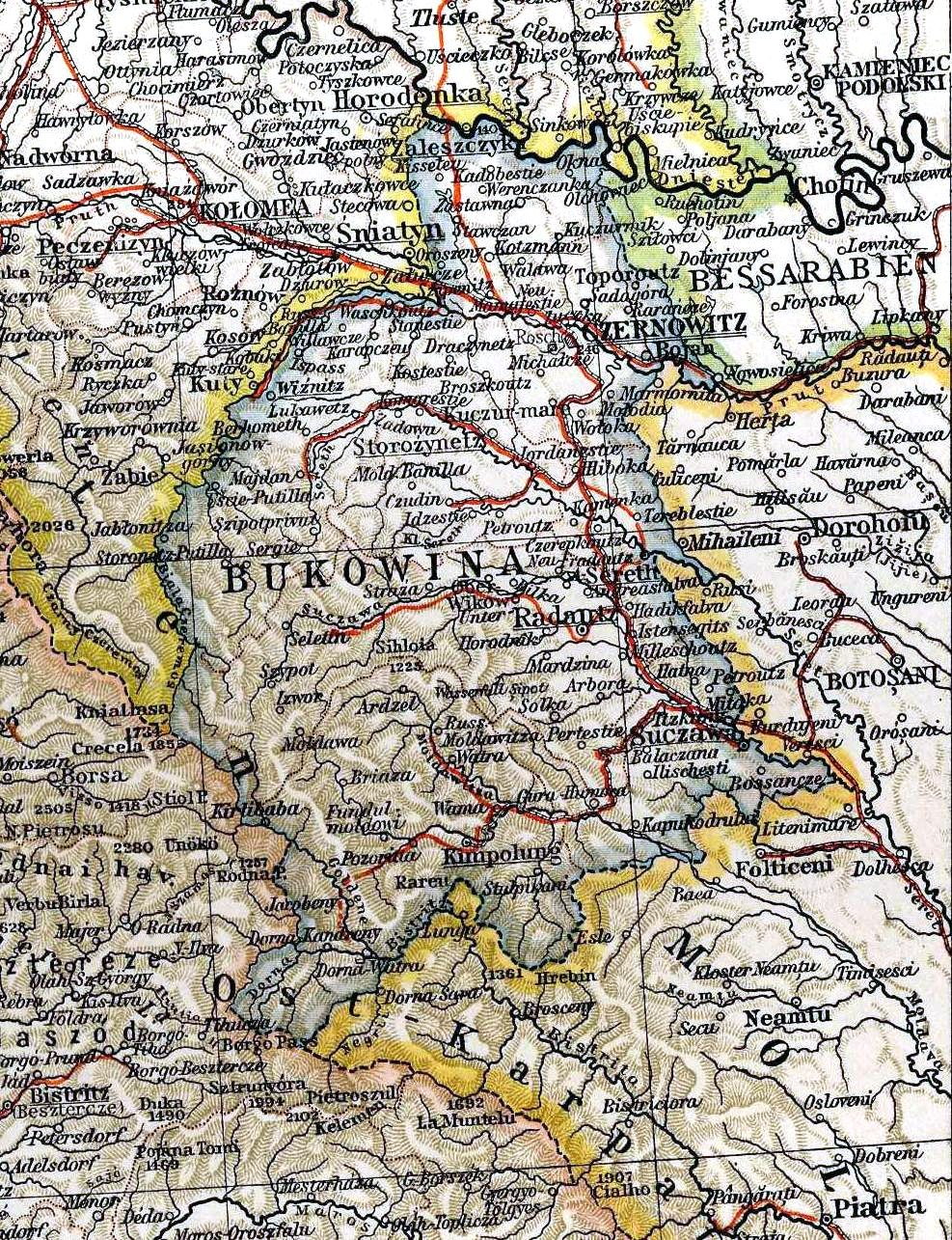
Das bedrohte Kronland Bukowina

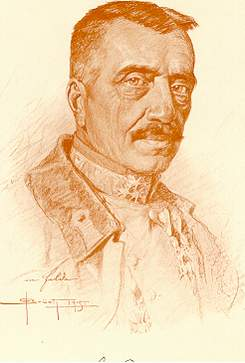
Generaloberst Karl von Pflanzer-Baltin

Nachdem auch die Front des k.u.k. Korps Hadfy am 6. Juni bei Zaleszcyki durchbrochen war, und das XI. Korps unter FML Habermann bis 9. Juni in der Schlacht bei Okna zusammengebrochen war, geriet die Front der 7. Armee am Dnjestr vollständig ins Wanken. Der österreichische Oberbefehlshaber Karl von Pflanzer-Baltin konnte nur noch den Rückzug seines XI. Korps auf die Linie Sniatyn-Horodenka anordnen, der in Flucht ausartete. Die k.u.k. 7. Armee löste sich fast vollständig auf, sie verlor während des 50 Kilometer tiefen Vormarsches der Russen rund 100.000 Mann. Der Rückzug erreichte bereits den Pruth, die nordöstliche Bukowina mit Czernowitz war am 18. Juni an das russische XII. Korps verloren gegangen. Horodenka fiel an das russische XXXIII. Korps, Kolomea gingen bis 29. Juni verloren.
Ende Juni wurde die deutsche 119. Infanterie-Division bei Stanislau ausgeladen und verstärkte die schwer ringende Gruppe Pflanzer durch Gegenstöße in Richtung auf das bereits verlorene Obertyn. Im Süden wurden bereits die Höhen bei Dorna Watra und die Kleinstädte Jakobeny, Cimpolung und Kirlibaba die ersten Angriffsziele des 3. Kavallerie-Korps, bevor das russische XII. und XI. Korps der 9. Armee Letschizki vom Sereth nachgerückt waren.

## Begünstigende Faktoren des russischen Erfolgs
Neben den Neuerungen, die Brussilow in seinem Frontabschnitt eingeführt hatte, spielten zahlreiche Faktoren auf Seiten der Mittelmächte in seine Hände: Das Verteidigungssystem der k.u.k.-Truppen war für seine Taktik des Überraschungsangriffs besonders anfällig. Es bestand aus drei Linien in nur zwei Kilometern Tiefe. In der ersten und zweiten Reihe der Gräben war der Hauptteil der aktiven Kampftruppen versammelt. Die dritte Linie bestand aus den Ruhestellungen der Reserven. Diese waren in großen Bunkern, ähnlich den Reserven der Russen, untergebracht. Bei den Überraschungsangriffen wurden die ersten beiden Linien oft so schnell überrannt, dass die Russen die Bunker erreichten, bevor die Reserven aus ihnen herausgekommen waren. In den ersten beiden Linien wurden die k.u.k.-Verluste vor allem durch Kampfhandlungen verursacht, in der dritten Linie fast ausschließlich durch Gefangennahme.

### Fehleinschätzungen der Mittelmächte
Obwohl durch die Luftaufklärung sowie durch den von der Nachrichtenabteilung des k.u.k. Armeeoberkommandos abgehörten und dechiffrierten russischen Funkverkehr bekannt war, dass eine russische Offensive unmittelbar bevorstand, hatten die Truppen der Mittelmächte nicht einmal einen Versuch unternommen, die Angriffsvorbereitungen der Russen zu stören. Die k.u.k.-Offiziere fühlten sich in ihren sehr gut ausgebauten Stellungen vollkommen sicher und gingen davon aus, dass Brussilows Front nicht genügend Stärke für einen Angriff aufbringen würde, denn zwei Drittel der russischen Armee standen in den beiden nördlicheren Frontabschnitten. Diese Einschätzung lag auch im höchsten Kommando der Armee der Donaumonarchie vor. Der österreichisch-ungarische Generalstabschef Conrad von Hötzendorf sah im Süden der Ostfront einen Nebenschauplatz, der keiner Verstärkungen bedurfte, und sah sich deswegen auch nicht veranlasst, die Initiative der dortigen Befehlshaber zu fördern. „Eine Überraschung bildete … der russische Angriff keineswegs,“ wohl aber waren die k.u.k. Streitkräfte von der „Wirkung des Angriffes“ überrascht, wie Maximilian Ronge, der Chef des Evidenzbüros der Donaumonarchie, resümierend urteilte.
Nach der Niederlage wurde die Propagandalüge von einer massenhaften Desertion slawischstämmiger k.u.k.-Soldaten als Rechtfertigungslegende für den Misserfolg verwendet.

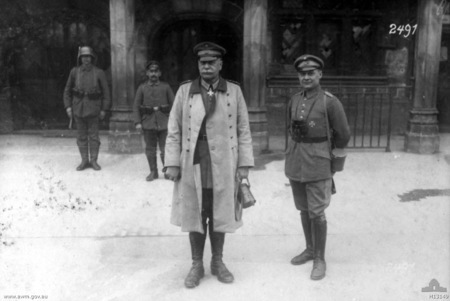
General Georg von der Marwitz

Außerdem wirkten sich Streitigkeiten innerhalb der Führung der Mittelmächte für diese nachteilig aus. Hötzendorf wollte unbedingt seine Offensive in Italien weiterführen, und die Deutschen waren unwillig, ihrem Bündnispartner noch mehr unter die Arme zu greifen. Dieses Problem wurde erst am 8. Juni gelöst, als sein deutsches Gegenüber Falkenhayn Hötzendorf unmissverständlich klarmachte, dass er seine Offensive abbrechen solle. Die zusätzlichen 10 ½ Divisionen konnten allerdings den Erfolg der russischen Offensive nicht mehr aufhalten. Ein Gegenangriff unter Georg von der Marwitz gegen die 8. Armee Kaledins in Polesien scheiterte unter großen Verlusten.

### Ablenkungsangriffe der russischen Westfront

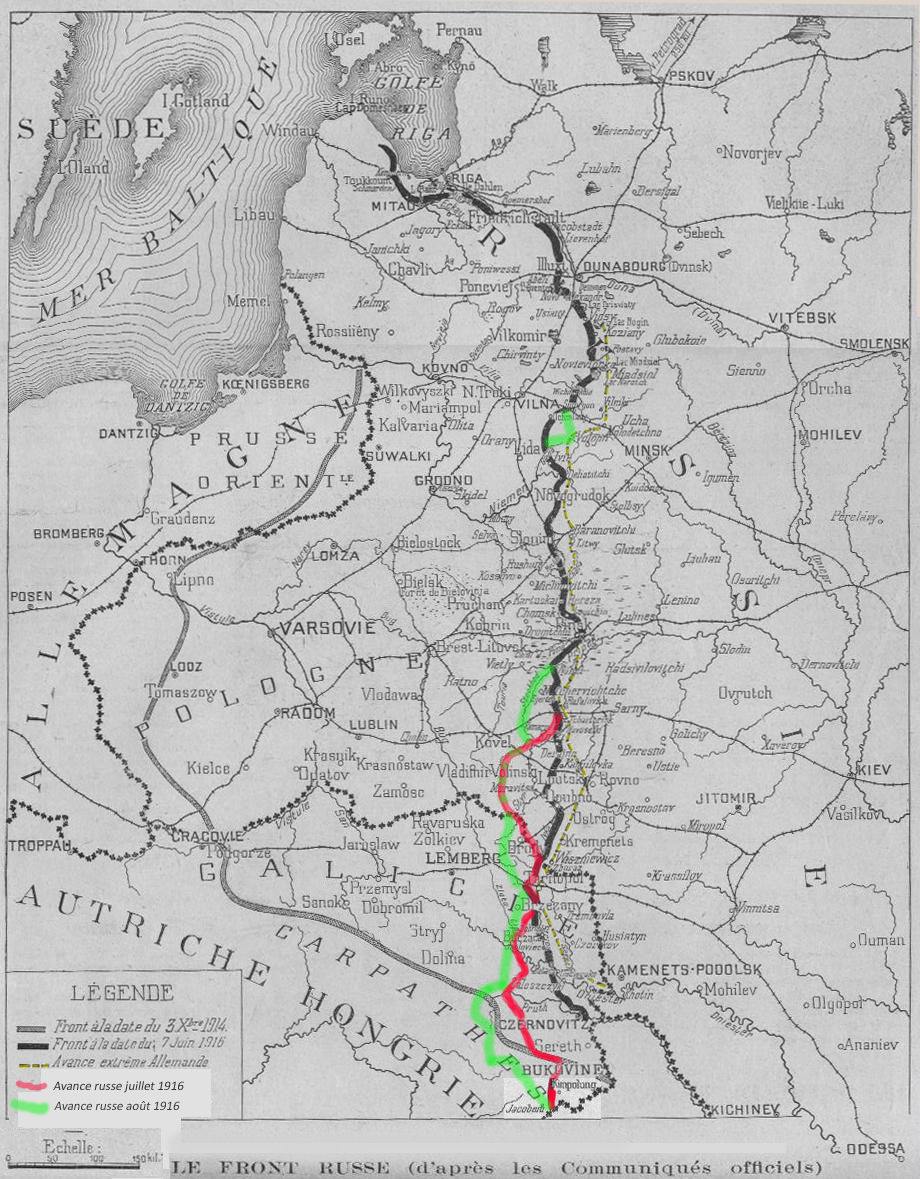
Die Ostfront im Sommer 1916

Die überraschenden Erfolge der Südwestfront veranlassten den Chef des russischen Generalstabes, General Michail Alexejew, Brussilow weitere Verstärkungen zuzuführen. Bis zum 16. Juni war in Wolhynien die Linie Lokaczy – Kisielin erreicht, wo der Vorstoß der russischen 8. Armee erlahmte.
Am 16. Juni begann am Stochod der erste Gegenangriff der deutschen Heeresgruppe Linsingen, der bis Monatsende vergeblich versuchte, das verlorene Luzk zurückzuerobern. Der Korpsgruppe Bernhardi waren das k.u.k. II. Korps unter General der Infanterie Kaiser, die Gruppe Fath, sowie das deutsche X. Armee-Korps unter General von Lüttwitz zugeteilt.
General Brussilow stand nun vor einer ambivalenten Situation. Die gegenüber seiner Südwestfront stehenden k.u.k. Truppen waren zwar ernsthaft geschwächt, doch fühlte er sich an der nördlichen Flanke durch die deutschen Gegenangriffe und Abgaben der bei Pinsk stehenden Armee-Abteilung Gronau bedroht. Diese Gefahr im Norden musste seiner Ansicht nach ausgeschaltet werden, bevor man weiter gegen die k.u.k. Truppen in Wolhynien und Galizien vorgehen konnte. Nach seiner Intervention bei der Stawka mussten die Generale Ragosa und Lesch mit ihren Armeen Entlastungsangriffe führen, um das weitere Verlegen deutscher Reserven nach Süden zu verhindern. Gegenüber der russischen 3. und 4. Armee standen die Kräfte der deutschen Armee-Abteilung von von Woyrsch. General Ewert, der Oberbefehlshaber der Westfront, führte ab dem 13. Juni bis Monatsende erste starke Angriffe durch, nach einer kurzen Pause folgte ab 2. Juli im Raum beiderseits Baranowitschi ein regelrechter Großangriff, um die deutschen Reserven im Norden zu binden. Diese Angriffe wurden allerdings gemäß der alten Taktik durchgeführt und scheiterten bis zum 29. Juli unter Verlusten von 80.000 Mann. Die russische 2. Armee unter General Pjotr Balujew setzte zwischen 4. und 9. Juli in der Enge zwischen dem Wiszniew- und Narotsch-See ebenfalls erfolglos zum Angriff gegen die deutsche 10. Armee an.

## Stabilisierung der Front der Mittelmächte

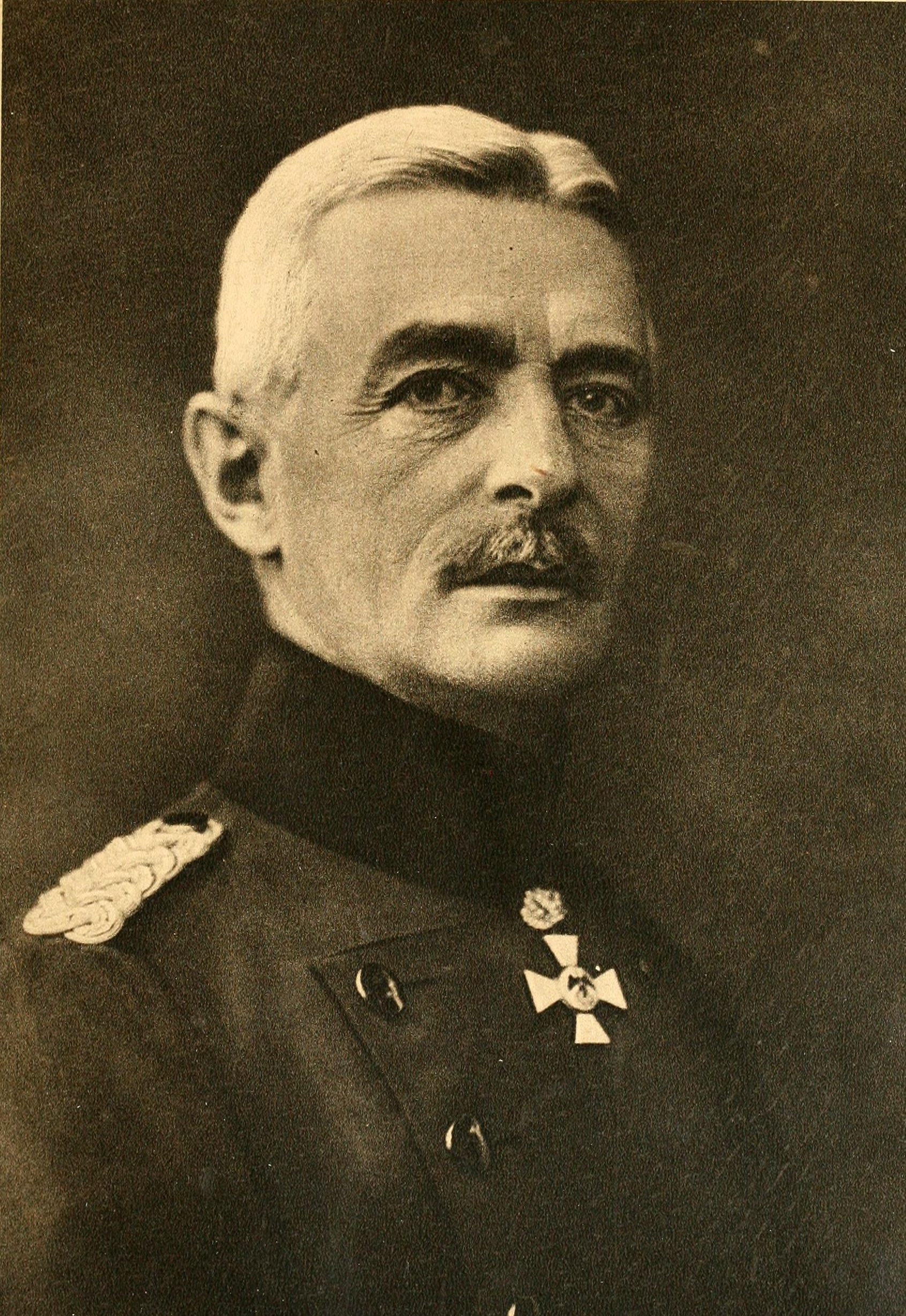
General Walter von Lüttwitz, Führer der deutschen Gegenoffensive in Wolhynien

Um die Ostfront zu stabilisieren, war die österreichisch-ungarische Südtiroloffensive gegen Italien kurz nach Beginn der Brussilow-Offensive Mitte Juni abgebrochen worden. Mehrere Großverbände, darunter das k.u.k. XVII. und XXI. Korps mit fünf Divisionen, wurden nach Osten verlegt.
Die Niederlagen verschärften die bestehende Führungskrise in der multiethnischen Armee Österreich-Ungarns noch weiter. Um die Verluste an Offizieren auszugleichen, mussten schon aus dem Dienst geschiedene Offiziere wieder den Truppen zugeteilt werden. Diese brachten in der Regel aber weder Verständnis für ihre Männer noch für die Probleme der neuen Kriegsführung auf. Durch dieses Führungsdefizit wurde der Abgrund zwischen den Soldaten der Vielvölkerarmee und ihren vorwiegend deutsch-österreichischen und ungarischen Vorgesetzten noch weiter vertieft.

### Deutsche Verstärkung der österreichisch-ungarischen Front
Das Deutsche Reich sah sich gezwungen, seinen österreichisch-ungarischen Verbündeten zu unterstützen, und zog einige Divisionen aus dem Raum Verdun ab. Während Brussilow auf Ewerts Angriff wartete, den dieser mehrmals verzögert hatte, konnten die Deutschen zwanzig Divisionen an den bedrohten Südteil der Ostfront verlegen. Zur Konsolidierung wurden 12 Infanterie- und 2 Kavalleriedivisionen nach Wolhynien und weitere 7 Infanteriedivisionen in die Bukowina und die Karpatenpässe verlegt. Der verstärkten Armeegruppe Marwitz wurde im Raum Kowel das XXII. Reserve-Korps, die Gruppen Beckmann und Dieffenbach, sowie das k.u.k. Kavalleriekorps Leonhardi zugeführt.
Die Entscheidung der Kämpfe hatte mehrmals auf Messers Schneide gestanden und es war fraglich, ob es gelang, den russischen Einbruch überhaupt abriegeln zu können. Eine große Bedeutung hatte dabei die Südarmee, obwohl sie anfangs nicht im Brennpunkt der Kämpfe stand. Trotzdem war es ungewiss, ob sie das Schicksal der 4. Armee und der 7. Armee teilen musste: Rückzug unter unmittelbaren Druck durch den Feind. Das Bild änderte sich aber entscheidend, als das AOK in Teschen die Unterstellung des k.u.k. VI. und XIII. Korps unter den Befehl der Südarmee genehmigte. Diese Entscheidung sollte in der Folgezeit weitreichende Bedeutung erlangen. Sie durchkreuzte zwar die Absicht des AOK 7, das diese beiden Korps nach Süden zurücknehmen wollte, um dem nachdrängenden Feind in die Flanke zu fallen. Ob dieser Plan aber nach den damaligen Zusammensetzungen durchführbar gewesen wäre, darf bezweifelt werden: Verstärkungen waren nur langsam und spärlich zu erwarten, wobei gerade die 4. Armee diese am dringlichsten benötigte. Die Gefahr, dass die Russen, nördlich des Djnestr vorstoßend, die Südarmee in die Flanke und den Rücken fassend vernichten und damit die gesamte südliche Heeresfront zum Einsturz bringen könnten, war erheblich näher liegend. So übernahm die Südarmee eine hohe, riskante Verantwortung für die Gesamtfront und in dieser undankbaren Aufgabe verlängerte sie ihren Frontabschnitt. Eine bereits eingeleitete Rückwärtsbewegung wurde angehalten und mit den beiden zusätzlichen Korps eine zähe Verteidigungsstellung eingenommen. Mit mühsam an anderer Stelle ausgesparten Reserven, vor allem deutsche Bataillone, gelang die Verteidigung; die Front hielt, sodass das Gefüge Südostfront trotz der beiden äußerst bedrohlichen Einbruchszonen im Wesentlichen erhalten blieb.

„General Graf von Bothmer war wie ein Fels in der brandenden See weiterer feindlicher Angriffe im wesentlichen Herr geblieben.“

### Neugliederung der Befehlsbereiche
Am 26. Juli erschien der deutsche Chef des Generalstabes Erich von Falkenhayn im Hauptquartier des österreichischen Armeekommandanten Erzherzog Friedrichs in Teschen und drängte den Verbündeten zu einem einheitlichen Oberbefehl an der Ostfront. Am 27. Juli kamen auf Pleß die deutschen Generale Hindenburg und Ludendorff in Begleitung des deutschen Reichskanzlers von Bethmann-Hollweg mit Conrad von Hötzendorf zur Lagebesprechung zusammen. Nach dem Verlust der Stadt Brody und den russischen Angriffen im Raum Kowel kam es erneut zur Krise, längst nötige Entschlüsse mussten jetzt getroffen werden.
Am 28. Juli wurden die Befehlsbereiche neu geordnet: Hindenburg erhielt den Oberbefehl über fast die gesamte Ostfront, ihm unterstanden von Nord nach Süd die Heeresgruppen Eichhorn, Prinz Leopold von Bayern, Linsingen und jetzt auch die k.u.k. Heeresgruppe Böhm-Ermolli. Er konnte die Abwehr der weiteren russischen Angriffe jetzt einheitlich koordinieren.
Von Brody bis zum Dnjestr übernahm der österreichische Thronfolger Erzherzog Karl eine unter k.u.k. Kommando verbleibende Heeresgruppe, als dessen Stabschef wurde aber der deutsche Generalmajor von Seeckt eingesetzt.
Dieser Heeresgruppe wurde die bisherige 7. Armee am Pruth, die aus Italien zugeführte 3. Armee sowie Ende August die neu gegen die Rumänen formierte 1. Armee unter Generaloberst von Arz unterstellt. Die 3. Armee unter Kövess wurde zwischen der deutschen Südarmee und der k.u.k. 7. Armee eingeschoben und durch das Korps Kraewel mit der deutschen 105. und 119. Infanterie-Division verstärkt. Schließlich wurde der Südflügel der k.u.k. 7. Armee durch das Eingreifen des deutschen Karpatenkorps unter General Conta mit der 1. und 200. Infanterie-Division im Raum Kirlibaba, an der Baba-Ludowa und bei Jablonitza ausreichend gefestigt.

## Weiterer Verlauf der Offensive

### Die Schlacht um Kowel

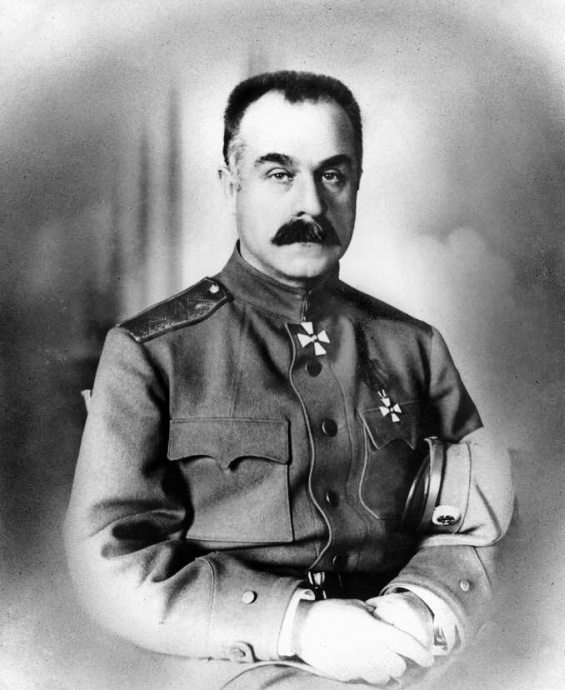
General der Kavallerie Alexei Kaledin

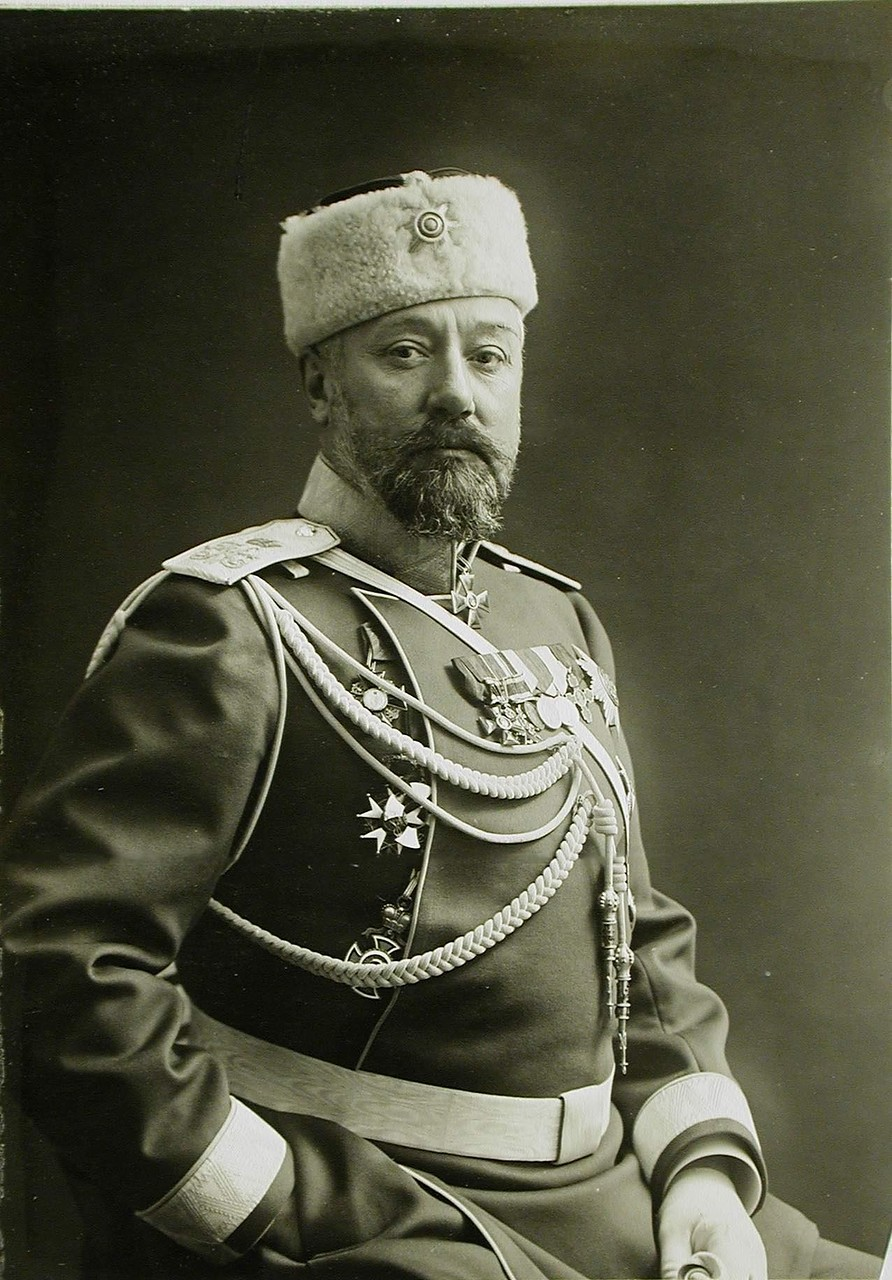
General Wladimir Michailowitsch Besobrasow

Nach den Misserfolgen der russischen Westfront fasste Brussilow den Entschluss, mit der 8. Armee nochmals in Wolhynien anzugreifen und bereitete die Eroberung der Stadt Kowel vor. Der Besitz dieses wichtigen Verkehrsknotenpunktes hätte seiner Ansicht nach die Bedrohung eines Flankenangriffs gebannt und die deutschen Kräfte, die gegen Ewerts Westfront standen, zum Rückzug gezwungen. Ihm wurde dazu zusätzlich die 60.000 Mann umfassende Besondere Armee (I. und II. Gardekorps, I. Garde-Kavalleriekorps) unter General Wladimir Besobrasow zugeteilt. Ebenso erhielt Brussilow die Befehlsgewalt über die 3. Armee unter General der Infanterie Leonid Lesch übertragen, die zuvor unter Ewerts Kommando stand.
Die Heeresgruppe Linsingen, die wieder dem stärksten Angriff standhalten musste, verfügte jetzt über 30 Divisionen, davon die Hälfte Verbündete, ihr standen 33 Divisionen der Russen gegenüber. Den vollwertigen russischen Divisionen zu 16 Bataillonen traten die Mittelmächte aber mit nur 9 bis 12 Bataillonen je Division gegenüber. Die im Hauptangriffsfeld liegende deutsche Armeegruppe unter Friedrich von Bernhardi verfügte zusammen über 15 Divisionen, etwa 170.000 Mann mit 480 Geschützen. Die Angriffe der Armee Lesch gegen den rechten Flügel des Korps Fath wurde durch die 10. Landwehr-Division unter General Clausius bei Stobychwa abgewiesen. Der Angriff aus dem Stochod-Brückenkopf bei Zarecze und Hulewicze konnte bis Anfang August abgeriegelt werden.
Am 28. Juli begann die Armee des Generals Besobrasow mit seinen beiden Grenadierkorps den Angriff auf den wichtigen Verkehrsknoten Kowel, links verlängerten zwei Korps von Kaledins 8. Armee, das XXXIX. und XXIII., die Front bis Zaturcy. Der rechte Flügel der Armeegruppe Bernhardi mit der kombinierten Division Rusche und der k.u.k. 29. Division sowie das durch die deutsche 121. Infanterie-Division verstärkte X. Korps des Generals Lüttwitz verteidigten das bedrohte Kowel. Die Stochodlinie von Kisielin bis Zaturcy wurde von der 20. Infanterie-Division unter Roderich von Schoeler gehalten. Nördlich von Trysten brach aber das russische II. Gardekorps am linken Flügel der deutschen 19. Infanterie-Division ein, die Flanken der Divisionen Schmettau und FML Josef von Schön waren bedroht. Die 19. Infanterie-Division räumte ihre Stellungen bei Woronczyn und zog sich hinter den Stochod zurück. Am 29. Juni verstärkte Linsingen die zurückgehende Front durch die herangeführte 86. Infanterie-Division. Die Naht zwischen den Divisionen Schön und Schmettau bei Ostrow wurde bereits durch Reserven der 121. Infanterie-Division unter Generalleutnant Kurt von Ditfurth gestützt. Der russische General schien seine eigenen Innovationen nicht mehr zu beherzigen. Ein Faktor des Scheiterns war, dass die Gardearmee nicht im Sinne von Brussilows Taktiken ausgebildet worden war. Ebenso hielt Brussilow die Führung der Garde für unfähig, einen modernen Krieg zu führen. Brussilow ging jedenfalls zu einem punktuell massiven Einsatz seiner Kräfte über. Nach dem gescheiterten russischen Angriff gelang es Linsingen, seine Front vor Kowel weitgehend zu stabilisieren.
Das derweil am Nordabschnitt durch General Lesch erschütterte k.u.k II. Korps unter General Kaiser ging mit seinen beiden Divisionen Pfeffer (4.) und Schamschula (41. Honved) auf eine verkürzte Stellung im Stochodwinkel zwischen Sitowicze und Rudka Miryńska zurück. Das russische XXX. Korps drängte hier heftig aus dem Raum nordwestlich von Wielick nach.
Der von Kaledin auf Wladimir-Wolynski vorgetragene Angriff des russischen XXXX. Korps brachte derweil die zermürbten Reste der k.u.k. 4. Armee unter Tersztyansky in eine neuerliche Krise. Der Angreifer brach bei der 70. Honveddivision des Korps Szurmay ein und überrannte die k.u.k. 2. Division unter Generalmajor Jemrich vollständig. Der Südflügel der 37. Honved-Division unter Generalmajor Haber wurde ebenfalls von den Russen durchbrochen und bis Cholopieczy zurückgeworfen. Die k.u.k. 11. Division unter General Obauer ging großteilig in Gefangenschaft. Die k.u.k. 4. Armee verlor hier nochmals 15.000 Mann und 45 Geschütze. Die Rückwärtsbewegung schwappte schon auf den Anschlussflügel der Korpsgruppe von der Marwitz, das Kavalleriekorps Leonhardi, über. Das Generalkommando des neu herangeführten XXXX. Reserve-Korps unter General der Infanterie Litzmann übernahm jetzt die Leitung der Schlacht. Bis 30. Juli war die Lage bei der 4. Armee stabilisiert, die Schlacht um Kowel wurde noch bis 12. August fortgesetzt und brachte den Russen keine weiteren Geländegewinne.

### Die Offensive im August 1916

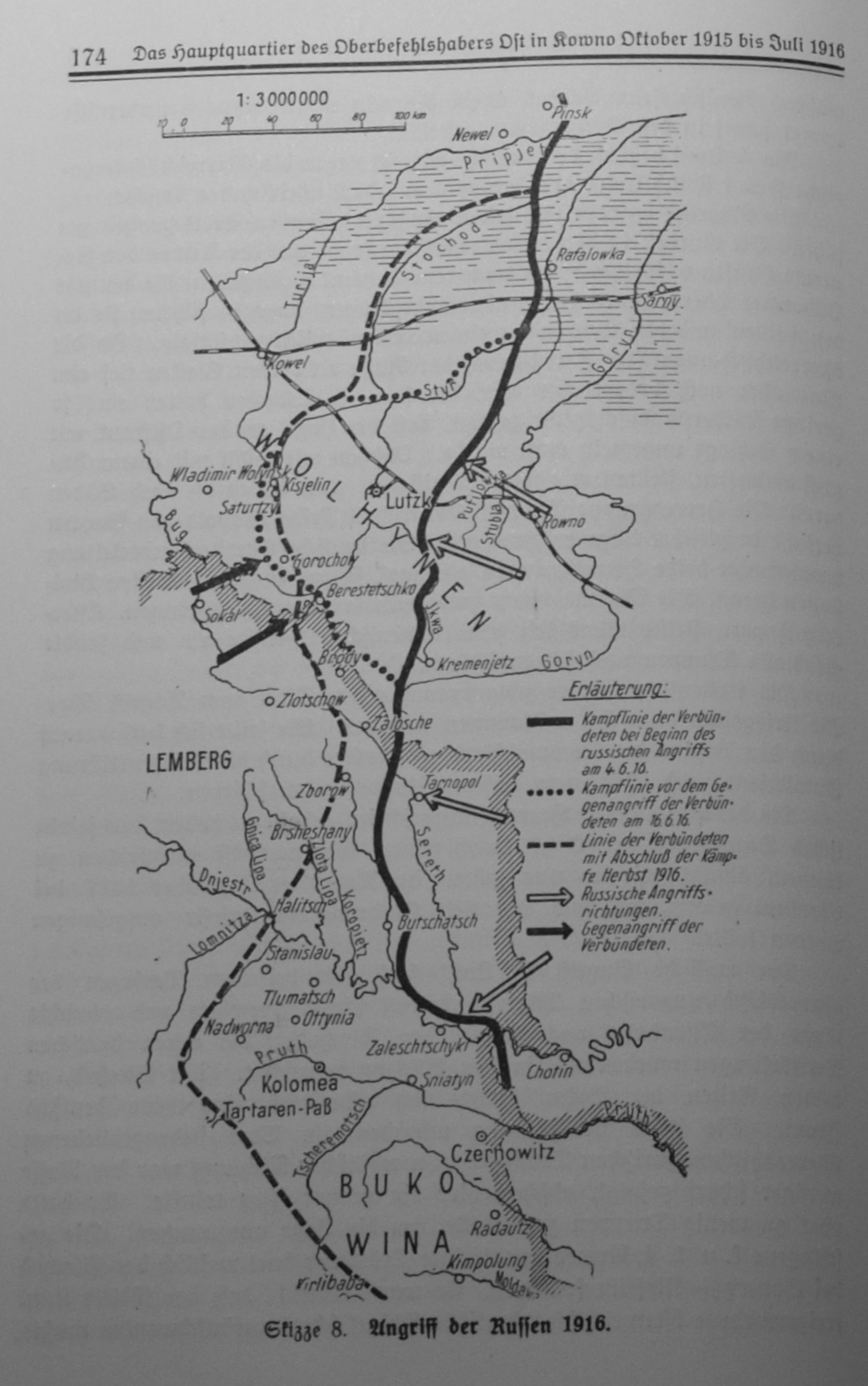
Erfolg der russischen Offensive

Zar Nikolaus II. drängte seine Generäle, die Offensive wieder aufzunehmen, um Brussilow zu unterstützen. Am 4. August griff die russische 11. Armee unter General Sacharow zwischen Brody und Tarnopol wieder an; ihr Ziel blieb die Wiedereroberung von Lemberg. Dabei zeigte sich, dass das Kräfteverhältnis sich inzwischen zu Ungunsten des russischen Heeres geändert hatte. Das Eingreifen deutscher Reserven unter Generalleutnant Melior verhinderte am 6. August den Versuch des russischen VII. Korps, im Abschnitt der k.u.k. 14. Division bei Zalosce und Ratyszcze die Front zu durchbrechen. Die neu aufgestellte deutsche 195. und 197. Infanterie-Division kämpften am oberen Sereth und wurden dann in den Raum nördlich Zborow geführt. Der Gegenstoß der bei der Heeresgruppe Eichhorn freigemachten Truppen des Generalkommandos I. Armee-Korps unter General von Eben aus der Linie Zloczow-Zborow stellte die Front der bedrängten k.u.k. 2. Armee bis 8. August wieder her. Im Verlauf dieser Kämpfe wurde Mitte August auch das türkische 15. Korps unter Yakup Pascha mit zwei Divisionen nach Ostgalizien verlegt und verstärkte die Kräfte Böhm-Ermollis an der Zlota Lipa.
Am 8. August griffen im Norden die Besondere Armee des Generals Besobrasow und die russische 8. Armee erneut über den Stochod zwischen Starny und Kowel an, das neu angesetzte I. sibirische Korps brach kurzfristig in die Feindstellungen ein. Das I. Gardekorps überrannte die Bataillone der deutschen Division Hahndorff und den Anschlussflügel der 41. Honved-Division. Der linke Flügel der 107. Infanterie-Division wurde eingedrückt, der rechte Frontteil konnte sich behaupten. Bei Rudka Mirynska drang die Armee Besobrasow mit dem I. turkestanischen Korps in Stellungen des Korps Fath ein. In der Nacht zum 11. August wurden die Verbände Linsingens beiderseits von Zarecze abgelöst. General Bernhardi hatte die 75. Reserve-Division zur Verstärkung des k.u.k. Korps Kaiser nach Mielnica und Krywin vorrücken lassen. Das russische II. Gardekorps versuchte, aus dem westlichen Stochod-Brückenkopf bei Witoniez hervorzubrechen, wurde von der Gruppe Lüttwitz aber abgewiesen. Rechts anschließend erschöpfte sich der Angriff des russischen XXIII. Korps bei Kisielin. Die weiteren Angriffe blieben erfolglos; beide Seiten gingen hier wieder in den Stellungskrieg über.
Die seit dem 5. August in Máramaros-Sziget ausgeladene deutsche 1. Infanterie-Division wurde am 8. August in die südliche Bukowina umgeleitet und bei Kirlibaba eingesetzt. Die Front der 105. Infanterie-Division wurde durch russische Kräfte bei Wesola durchbrochen, die gleichzeitig östlich von Tlumatsch angegriffene 119. Infanterie-Division konnte sich dadurch nicht mehr halten. General Kraewel musste die 119. Infanterie-Division auf die Höhen nördlich von Tyśmienica zurücknehmen. Die neuformierte k.u.k. 3. Armee hatte am 7. August bereits erhebliche Verluste erlitten, Letschizkis Kräfte konnten auf Nizniow durchbrechen. Am 9. August griff das russische XI. Korps am oberen Pruth die k.u.k. 59. Division heftig an und eroberte die beherrschende Höhenstellung von Pirs Dora. Das russische XII. Korps drang fast ungehindert in den Raum östlich von Nadworna vor, zwischen Marjampol und Dubienko musste das k.u.k. XIII. Korps zurückgehen. Südlich davon musste sich die an der Flanke entblößte k.u.k. 7. Armee auf die Linie Ottynia – Tysmjenica und hinter die Bistritza zurückziehen. Nach den folgenden Kämpfen ging am 10. August auch Stanislau verloren, die neue Linie am oberen Sereth bildete sich zwischen Marjampol – Nadworna. Infolge des offenen Südflügels musste auch die deutsche Südarmee zwischen 14. und 18. August hinter die Zlota Lipa, die nördlicher kämpfende k.u.k. 2. Armee ihre Front zwischen Jaroslawice und Batkow zurücknehmen.

### Der Ausklang der Offensive

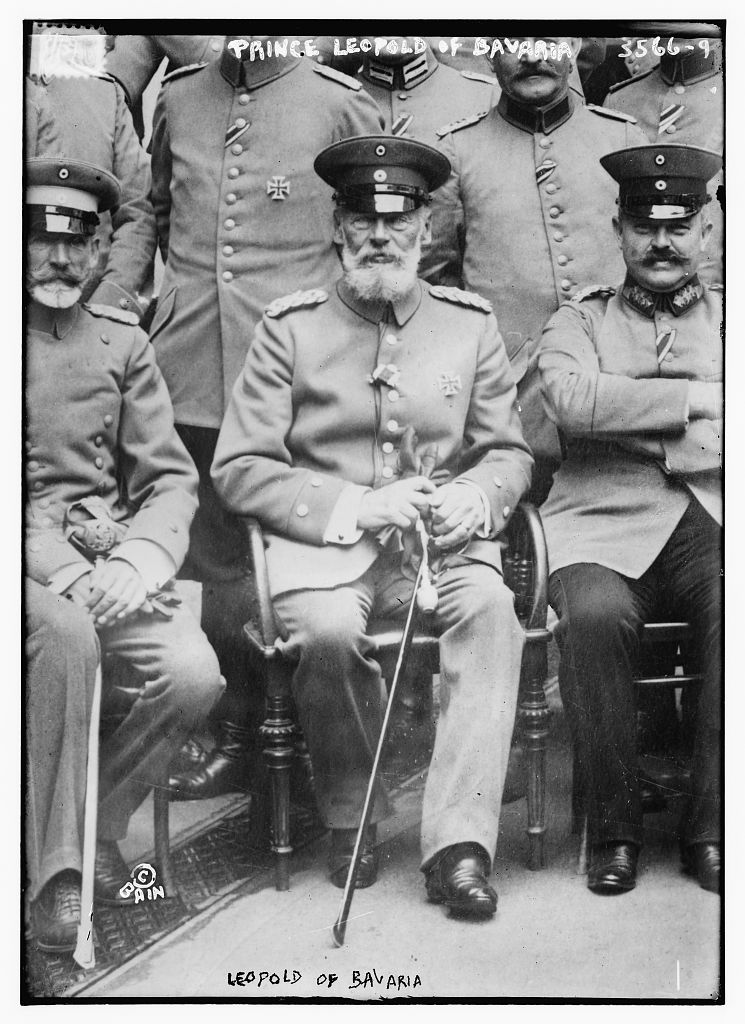
Leopold von Bayern, der neue Oberbefehlshaber im Osten

Auch der Kriegseintritt Rumäniens auf Seiten der Alliierten, der am 27. August erfolgte, brachte nur sehr kurzzeitig Entlastung. Die Russen mussten im Gegenteil ihrem neuen Alliierten nach dessen geringen Anfangserfolgen und den folgenden desaströsen Niederlagen zahlenmäßig stark unter die Arme greifen. Auf dem rumänischen Kriegsschauplatz trugen die Mittelmächte bis Anfang Dezember 1916 den Sieg davon. Die russische Armee musste nun hunderte Kilometer zusätzlich abdecken, was ihr Kräfte für die Offensive entzog.
Am 29. August wurde Generalfeldmarschall von Hindenburg zum Chef der Heeresleitung berufen, an seine Stelle als Oberbefehlshaber Ost trat darauf Prinz Leopold von Bayern.
Anfang September begann die russische 9. Armee, zeitgleich mit den Angriffen der Rumänen in Siebenbürgen, eine neue Offensive in der westlichen Bukowina. Die Angriffe bei Brzezany – Zlota Lipa – Narajowka wurden vollständig von der k.u.k. 7. Armee abgeschlagen. General Letschizki stand zwar am Rande der Karpaten, aber dieses Gebirge war – wie im Kriegswinter 1914/15 – ein unüberwindliches Hindernis für die russischen Truppen. Am 17. September führte das deutsche Korps Gerok einen erfolgreichen Gegenangriff an der Narajowka. Am 20. September brach Brussilow die Offensive aufgrund der enorm angestiegenen Verluste ab.

## Verluste
Sofern Angaben dazu gemacht werden, herrscht in der Literatur Einigkeit darüber, dass während der Brussilow-Offensive bis zu einer Million russische Soldaten getötet, verwundet oder gefangen genommen wurden. Die Verluste der Mittelmächte lagen in einem ähnlichen Bereich, wobei anzumerken ist, dass vor allem viele Soldaten Österreich-Ungarns in russische Kriegsgefangenschaft gerieten. In der Literatur herrscht aber bezüglich der Aufschlüsselung der Opferzahlen der Mittelmächte keine Einigkeit, zum einen, weil die Angaben über die Gefangenenzahlen Österreich-Ungarns je nach Stichtag stark differieren, zum anderen, weil auch die Opfer der Kämpfe an der Front nördlich der Prypjatsümpfe zu den Opfern der Brussilow-Offensive hinzugezählt werden. Nach Keegan betrugen die Gesamtverluste der Mittelmächte während der Brussilow-Offensive auf Seiten Österreich-Ungarns 600.000 Mann, darunter 400.000 Gefangene, und auf Seiten des Deutschen Reiches 350.000 Mann. Unklar bleibt, ob es sich bei diesen Zahlen nur um die Verluste durch die Offensive der russischen Südwestfront unter Brussilow handelt, oder ob darin auch die Verluste durch die kurz darauf einsetzenden Angriffe der russischen Westfront enthalten sind.
Nach Stevenson beliefen sich die Verluste Österreich-Ungarns auf 600.000 Gefallene und Verwundete sowie 400.000 Gefangene, was rund der Hälfte aller an der Ostfront eingesetzten Soldaten der k.u.k. Armee entsprochen haben soll. Angaben über die deutschen Verluste werden von Stevenson nicht gemacht. Wieder andere Zahlenangaben finden sich bei Bihl. Er beziffert die k.u.k. Gesamtverluste durch die Offensive der russischen Südwestfront allein auf 475.000 Mann, davon 226.000 Gefangene. Keinerlei Angaben über die Gesamtverluste der Mittelmächte finden sich im entsprechenden Artikel der Enzyklopädie Erster Weltkrieg, sondern nur Angaben zur Anzahl der Gefangenen in der ersten Phase der Brussilow-Offensive. Demnach wurden von den russischen Streitkräften bereits bis zum 12. Juni 200.000 Gefangene gemacht. Zusammen mit den sonstigen Verlusten sei dadurch die Stärke der österreichisch-ungarischen Streitkräfte in diesem Raum „praktisch um die Hälfte“ reduziert worden.

## Resultat
Die Brussilow-Offensive verlief für Russland zunächst äußerst erfolgreich, rief aber aufgrund der enormen Verluste Unmut innerhalb der russischen Armee hervor. Die Demoralisierung verstärkte sich in der Folgezeit und trug wesentlich zum Kollaps des Zarenreiches durch die Februarrevolution bei.
Ebenso trug die Offensive den Russen einen politischen Pyrrhussieg ein. Zahlreiche Politiker erhofften sich vom Kriegseintritt Rumäniens eine Entlastung der russischen Armee. Der Erfolg Brussilows gab den Ausschlag für die rumänische Regierung, in den Krieg einzutreten. Hochrangige Militärs, darunter der russische Generalstabschef Alexejew, hatten sich gegen diese Option gesperrt. Sie sollten recht behalten. Auf dem rumänischen Kriegsschauplatz erlitten die Truppen des Zaren eine ernsthafte Niederlage und wurden auf Dauer geschwächt.
Aus kriegstaktischer Sicht war die Anfangsphase der Brussilow-Offensive bedeutsam. Während der militärische Nutzen der Brussilowschen Neuerungen letztendlich in Russland nicht voll erkannt wurde, erzielte das deutsche Heer seit Ende 1917 mit der vergleichbaren „Stoßtrupp“-Taktik größere Erfolge. Brussilows Gegner monierten, seine Offensive sei nur wegen der Schwäche der Österreicher erfolgreich gewesen und seine Art der Kriegführung sei gegen die deutschen Truppen nutzlos. Warum Brussilow selbst von seinem Schema gegen Ende der Offensive abrückte, ist ungewiss.